# Granat (broń)
Granat (z łac. → wł./hiszp. granada) – rodzaj pocisku rażącego  energią wybuchu i odłamkami. Granaty mogą być również wykorzystywane jako broń obezwładniająca lub zapalająca, a także do innych celów jak np. stawianie zasłon dymnych. 
Współcześnie pojęcie granat najczęściej odnosi się do granatów ręcznych miotanych za pomocą ludzkich mięśni, lub do pocisków wystrzeliwanych z ręcznych granatników. Dawniej nazwę tę stosowano również do wybuchowych pocisków artyleryjskich. 

## Podział
- granat artyleryjski
- granat nasadkowy
- granat karabinowy
- granat ręczny
  - granat ćwiczebny
  - granaty bojowe:
    - granat odłamkowy
      - granat obronny np. F-1
      - granat zaczepny np. RG-42, RGZ-89
      - granat uniwersalny np. DM 51

    - granat przeciwpancerny np. RPG-43, RPG-6, RPG-40
    - granaty specjalne:
      - granat dymny
      - granat zapalający
      - granat hukowo-błyskowy

## Historia
Dawne granaty ręczne, stosowane od XV wieku, były cienkościennymi metalowymi skorupami, wypełnionymi prochem oraz kamieniami lub drobnymi kulkami. Były zawodne i niebezpieczne w użyciu, jednak celnie rzucone mogły dokonać znacznych spustoszeń w szeregach przeciwnika. W połowie XVII wieku pojawiły się granaty artyleryjskie – pociski wybuchowe, wystrzeliwane z dział. W XVIII wieku granaty ręczne zaczęły wychodzić z użycia, a w II połowie XIX w. stosowano je już rzadko. Reinkarnacja granatów ręcznych, szeroko używanych w wojnach nowoczesnych nastąpiła podczas wojny rosyjsko-japońskiej (1904-1905).